# Partit Popular de les Illes Balears
El Partit Popular de les Illes Balears (PPB) és la secció autonòmica del Partit Popular a les Illes Balears.

## Història
Ha estat el partit hegemònic a les Illes Balears des de les eleccions al Parlament de les Illes Balears del 1983, fins a 1989 com AP, i ha ostentat la Presidència de les Illes Balears des d'ençà, amb l'excepció de la cinquena legislatura (1999-2003), la setena (2007-2011) i la vuitena (2015-2019).
També ha governat molts anys als tres Consells Insulars, el de Menorca, Mallorca i les Pitiüses i a molts de municipis de les Illes Balears, entre ells la capital, Palma, encara que des del 2007 un pacte progressista l'apartà del govern local.
Des de l'11 de setembre de 2009 fins al juliol de 2015, el president del partit fou el batle de Marratxí i fins aleshores vicepresident de PP, José Ramón Bauzá. A finals de juliol de 2015 Miquel Vidal Vidal fou nomenat president interí del PPIB arran de la dimissió de Bauzá, fins que el 26 de març de 2017 Gabriel Company Bauzá fou escollit el 7è President del PPIB, càrrec que ostentà fins al 24 de juliol de 2021 on Margalida Prohens Rigo el succeí.
Han estat presidents del partit amb anterioritat Gabriel Cañellas, Joan Huguet, Joan Verger, Jaume Matas i Rosa Estaràs.
Existeix dins el partit una difusa línia de pensament que alguns anomenen regionalista representada per dirigents com Pere Rotger, Joan Rotger i Joan Verger. Per altra banda, el corrent més espanyolista tindria com a màxim exponent Carlos Delgado.

## Presidents populars del Govern de les Illes Balears
| Imatge          | Nom (Naixement–Mort)              | Mandat           | Mandat            | Mandat           |
| Imatge          | Nom (Naixement–Mort)              | Inici            | Fi                | Durada           |
| --------------- | --------------------------------- | ---------------- | ----------------- | ---------------- |
|                 | Gabriel Cañellas i Fons (1941–)   | 10 de juny 1983  | 1 d'agost 1995    | 12 anys, 52 dies |
|                 | Cristòfol Soler i Cladera (1956–) | 1 d'agost 1995   | 18 de juny 1996   | 322 dies         |
|                 | Jaume Matas i Palou (1956–)       | 18 de juny 1996  | 27 de juliol 1999 | 7 anys, 316 dies |
| 27 de juny 2003 | Jaume Matas i Palou (1956–)       | 6 de juliol 2007 |                   | 7 anys, 316 dies |
|                 | José Ramón Bauzá Díaz (1970–)     | 18 de juny 2011  | 30 de juny 2015   | 4 anys, 12 dies  |
|                 | Miquel Vidal Vidal (1970–)        | 30 de juny 2015  | 26 de març 2017   | 1 any, 269 dies  |
|                 | Gabriel Company Bauzá (1970–)     | 26 de març 2017  | 6 de juliol 2023  | 6 anys, 102 dies |
|                 | Margalida Prohens Rigo            | 6 de juliol 2023 | -                 | -                |

## Altres dirigents destacats
- Abel Matutes
- Rosa Estaràs
- Carlos Delgado
- Catalina Cirer Adrover
- Miquel Vidal Vidal
- Biel Company
- Margalida Prohens Rigo

## Resultats electorals

### Parlament de les Illes Balears
| Eleccions | Vots    | %     | Escons  | +/- | Govern            | Candidat          |
| --------- | ------- | ----- | ------- | --- | ----------------- | ----------------- |
| 1983      | 110.922 | 35.55 | 21 / 59 | Nou | Minoria           | Gabriel Cañellas  |
| 1987      | 123.044 | 37,22 | 25 / 59 | 4   | Coalició (AP-UM)  | Gabriel Cañellas  |
| 1991      | 160.512 | 47,32 | 31 / 59 | 6   | Coalició (PPB-UM) | Gabriel Cañellas  |
| 1995      | 168.156 | 44,77 | 30 / 59 | 1   | Majoria           | Cristòfol Soler   |
| 1999      | 160.545 | 44,01 | 28 / 59 | 2   | Oposició          | Jaume Matas       |
| 2003      | 190,562 | 44,70 | 29 / 59 | 1   | Majoria           | Jaume Matas       |
| 2007      | 192,577 | 46,02 | 28 / 59 | 1   | Oposició          | Jaume Matas       |
| 2011      | 194.861 | 46,36 | 35 / 59 | 7   | Majoria           | José Ramón Bauzá  |
| 2015      | 123.183 | 28,52 | 20 / 59 | 15  | Oposició          | José Ramón Bauzá  |
| 2019      | 95.295  | 22,20 | 16 / 59 | 4   | Oposició          | Biel Company      |
| 2023      | 161.267 | 35,79 | 25 / 59 | 9   | Minoria           | Margalida Prohens |

1. ↑  Coalició electoral amb Unió Mallorquina.

### Congrés dels Diputats
| Congrés dels Diputats |         |       |        |     |      |
| Any                   | Vots    | %     | Escons | ±   | Pos. |
| 1977                  | 28.472  | 9,07  | 0 / 6  | Nou | 3r   |
| 1979                  | 27.554  | 9,21  | 0 / 6  | =   | 3r   |
| 1982                  | 134.444 | 37,94 | 3 / 6  | 3   | 2n   |
| 1986                  | 117.007 | 34,56 | 3 / 6  | =   | 2n   |
| 1989                  | 140.163 | 41,02 | 3 / 6  | =   | 1r   |
| 1993                  | 191.461 | 46,81 | 4 / 7  | 1   | 1r   |
| 1996                  | 194.859 | 45,58 | 4 / 7  | =   | 1r   |
| 2000                  | 214.348 | 54,69 | 5 / 7  | 1   | 1r   |
| 2004                  | 215.737 | 46,79 | 4 / 8  | 1   | 1r   |
| 2008                  | 208.246 | 44,54 | 4 / 8  | =   | 2n   |
| 2011                  | 217.327 | 50,50 | 5 / 8  | 1   | 1r   |
| 2015                  | 140.640 | 29,30 | 3 / 8  | 2   | 1r   |
| 2016                  | 163.045 | 35,40 | 3 / 8  | =   | 1r   |
| 2019 (I)              | 87.352  | 17,00 | 1 / 8  | 2   | 4t   |
| 2019 (II)             | 103.722 | 23,07 | 2 / 8  | 1   | 2n   |
| 2023                  | 178.715 | 35.64 | 3 / 8  | 1   | 1r   |